# La Crónica de Córdoba
La Crónica de Córdoba fue un periódico español editado en Córdoba entre 1858 y 1875.

## Historia
El diario fue fundado en septiembre de 1858 por Teodomiro Ramírez de Arellano, convirtiéndose pronto en una publicación popular. Considerado un periódico de carácter independiente, se mantuvo cercano a la Unión Liberal. Ramírez de Arellano ejerció como director. Durante su existencia coexistió con el Diario de Córdoba, al que superó en tirada. En los primeros meses de 1875 sufrió una dura represión gubernamental, que incluyó varias suspensiones, circunstancia que acabaría llevando al hundimiento de su situación económica. El diario desapareció ese mismo año.
El Comercio de Córdoba, nacido a mediados de 1875, vendría a ocupar el lugar dejado por La Crónica.